# Erich Leinsdorf
Erich Leinsdorf, nascut Erich Landauer (Viena (Àustria), 4 de febrer, 1912 - Zuric (Suïssa), 11 de setembre, 1993) va ser un director d'orquestra austríac-americà que va viure principalment als Estats Units des de 1937. Leinsdorf era considerat un director d'òpera típic i era especialment valorat a Amèrica com a director de música de Wagner.

## Biografia
Leinsdorf va estudiar a la seva ciutat natal i es va graduar amb un diploma el 1933. L'any següent esdevingué assistent de Bruno Walter i Arturo Toscanini al Festival de Salzburg.
El novembre de 1937, Leinsdorf va anar a la Metropolitan Opera de Nova York com a assistent. Després de l'annexió d'Àustria al Reich alemany nacionalsocialista (1938), va poder romandre als EUA com a refugiat europeu i hi va rebre la ciutadania el 1942. De 1943 a 1946 va ser director en cap de l'Orquestra de Cleveland, però en gran part no va poder exercir aquesta feina perquè va ser cridat al servei militar a causa de la Segona Guerra Mundial.
Després del final de la guerra va tornar a dirigir de tant en tant a Europa, però va ser principalment actiu a Amèrica. De 1947 a 1955 Leinsdorf va ser director principal de l'Orquestra Filharmònica de Rochester. El 1956 va ser director de l'Òpera de Nova York durant una temporada i després va tornar a la Metropolitan Opera. El 1962 va esdevenir director titular de l'Orquestra Simfònica de Boston, succeint a Charles Münch. També el 1962 va ser elegit membre de l'Acadèmia Americana de les Arts i les Ciències.
De 1978 a 1981 va treballar intensament amb lRadio-Symphonie-Orchester Berlin ara Orquestra Simfònica Alemanya de Berlín, amb qui va emprendre una gira molt aclamada per l'Àsia Oriental el juny de 1980.

## Commemoració
El 17 d'agost de 2020, l'artista Gunter Demnig va posar una ceràmica per a Erich Leinsdorf davant de la Casa de Mozart a Salzburg.

## Discografia
- Richard Wagner: Die Walküre, Lohengrin, Tristan und Isolde, Die Meistersinger von Nürnberg
- Giacomo Puccini: Tosca, Madama Butterfly, Turandot, La Bohème, Il tabarro
- Richard Strauss: Ariadne auf Naxos, Salome
- Giuseppe Verdi: Aïda, Un ballo in maschera, Macbeth
- Wolfgang Amadeus Mozart: Così fan tutte, Don Giovanni, Les noces de Figaro
- Erich Wolfgang Korngold: Die tote Stadt
- Gaetano Donizetti: Lucia di Lammermoor
- Gioacchino Rossini: Il barbiere di Siviglia
- Peter Cornelius: Der Barbier von Bagdad

Leinsdorf també va gravar simfonies i altres obres orquestrals, incloses obres de:
- Ludwig van Beethoven
- Johannes Brahms
- Anton Bruckner
- Béla Bartók: Concert per a orquestra, Imatges hongareses
- Zoltán Kodály: Háry János Suite
- Franz Schmidt
- Gustav Mahler: Simfonia núm. 1
- Wolfgang Amadeus Mozart: totes les simfonies
- Serguei Prokófiev